# Gerrit Scheffer
Gerrit Scheffer (ur. 27 stycznia 1949 w Zelhem) – holenderski kolarz przełajowy, brązowy medalista mistrzostw świata.

## Kariera
Największy sukces w karierze Gerrit Scheffer osiągnął w 1975 roku, kiedy zdobył brązowy medal w kategorii amatorów podczas przełajowych mistrzostw świata w Melchnau. W zawodach tych wyprzedzili go jedynie Belg Robert Vermeire oraz Klaus-Peter Thaler z RFN. Wśród amatorów był też między innymi dziesiąty na mistrzostwach świata w Londynie w 1973 roku i rozgrywanych rok później mistrzostwach świata w Vera de Bidasoa. Jako zawodowiec najlepszy wynik osiągnął podczas mistrzostw świata w Chazay-d'Azergues w 1976 roku, gdzie był ósmy. Dwukrotnie zdobywał medale przełajowych mistrzostw kraju, ale nigdy nie zwyciężył. W 1978 roku zakończył karierę.